# Петрівка (Машівська селищна громада)
Петрі́вка — село в Україні, у Машівській селищній громаді Полтавського району Полтавської області. Населення становить 124 особи. До 2020 орган місцевого самоврядування — Сахнівщинська сільська рада.

## Географія
Село Петрівка знаходиться за 3,5 км від лівого берега річки Тагамлик, за 1,5 км від міста Карлівка та села Вовча Балка. Селом протікає пересихаючий струмок з загатою. Поруч проходять автомобільна дорога Т 1712 та залізниця, станція Магістральна за 2 км.

## Історія
12 червня 2020 року, відповідно до розпорядження Кабінету Міністрів України № 721-р «Про визначення адміністративних центрів та затвердження територій територіальних громад Полтавської області», село увійшло до складу Машівської селищної громади.
19 липня 2020 року, в результаті адміністративно - територіальної реформи та ліквідації Машівського району, село увійшло до складу новоутвореного Полтавського району.